# Medaglia commemorativa Derek de Solla Price
La Medaglia commemorativa Derek de Solla Price è una medaglia assegnata dalla Società Internazionale per l'Infometria e la Scientometria (ISSI) a un ricercatore distintosi nel campo della bibliometria, infometria, Scientometria e cibermetria.
È stato ideato da Tibor Braun, fondatore e direttore della rivista scientifica Scientometrics. Il premio porta il nome di Derek John De Solla Price, scienziato che ha impiegato tecniche metriche per analizzare la comunicazione scientifica.
È stato consegnato per la prima volta nel 1984 a Eugene Garfield. Dal 1984 fino al 1989 la medaglia veniva consegnata con cadenza annuale; l'evento non si è più celebrato fino al 1993, anno in cui è tornato in auge seppur con cadenza biennale.

## Premiati
| Anno | Nomi                                      |
| ---- | ----------------------------------------- |
| 1984 | Eugene Garfield                           |
| 1985 | Michael J. Moravcsik                      |
| 1986 | Tibor Braun                               |
| 1987 | Vasily NalímovHenry Small                 |
| 1988 | Francis Narin                             |
| 1989 | Bertram C. Brookes Jan Vlachy             |
| 1993 | András Schubert                           |
| 1995 | Anthony F. J. Van Raan Robert K. Merton   |
| 1997 | John Irvine Ben Martin Belver C. Griffith |
| 1999 | Wolfgang Glänzel Henk F. Moed             |
| 2001 | Ronald Rousseau Leo Egghe                 |
| 2003 | Loet Leydesdorff                          |
| 2005 | Peter Ingwersen Howard White              |
| 2007 | Katherine W. McCain                       |
| 2009 | Péter Vinkler Michel Zitt                 |
| 2011 | Olle Persson                              |
| 2013 | Blaise Cronin                             |
| 2015 | Mike Thelwall                             |
| 2017 | Judit Bar-Ilan                            |
| 2019 | Lutz Bornmann                             |
| 2021 | Ludo Waltman                              |